# Adei Ad
Adei Ad (hebräisch עֲדֵי עַד; arabisch أدي أد; englisch Adei Ad, deutsch für immer) ist ein israelischer Außenposten im Westjordanland. Er gehört zur Regionalverwaltung Mateh Benjamin und liegt in der Nähe von Schwut Rachel (hebräisch שְׁבוּת רָחֵל)  und Kusra (arabisch قصرة; hebräisch קוּסְרָה).

## Name
Die 1998 gegründete Siedlung wurde nach zwei Worten aus Psalm 132,14 benannt: „Das ist für immer der Ort meiner Ruhe...“